# Maharishi Vedic City
Maharishi Vedic City város az Amerikai Egyesült Államok Iowa államában, Jefferson megyében. Lakosainak száma 277 fő (2020. április 1.).

## Népesség
A település népességének változása:

| 2010 | 259 |
| 2020 | 277 |